# Piramida Chaba

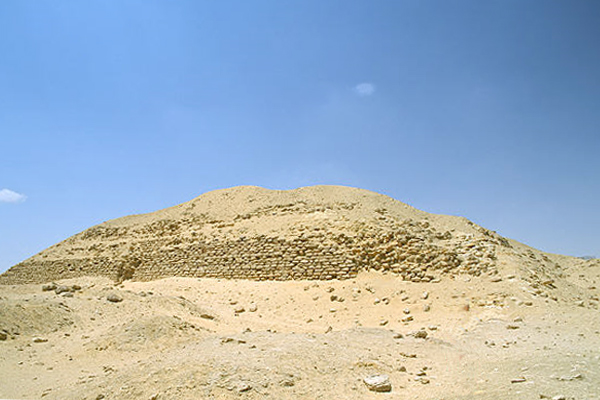
Piramida Warstwowa

Piramida Chaba lub Piramida Warstwowa – piramida schodkowa w Zawijat al-Arjan, której budowę rozpoczęto dla faraona Chaba z III dynastii. Na podstawie współczesnych badań wysnuto wniosek, że budowniczowie najprawdopodobniej planowali wzniesienie piramidy o sześciu lub siedmiu stopniach lecz budowę jej nigdy nie ukończyli.

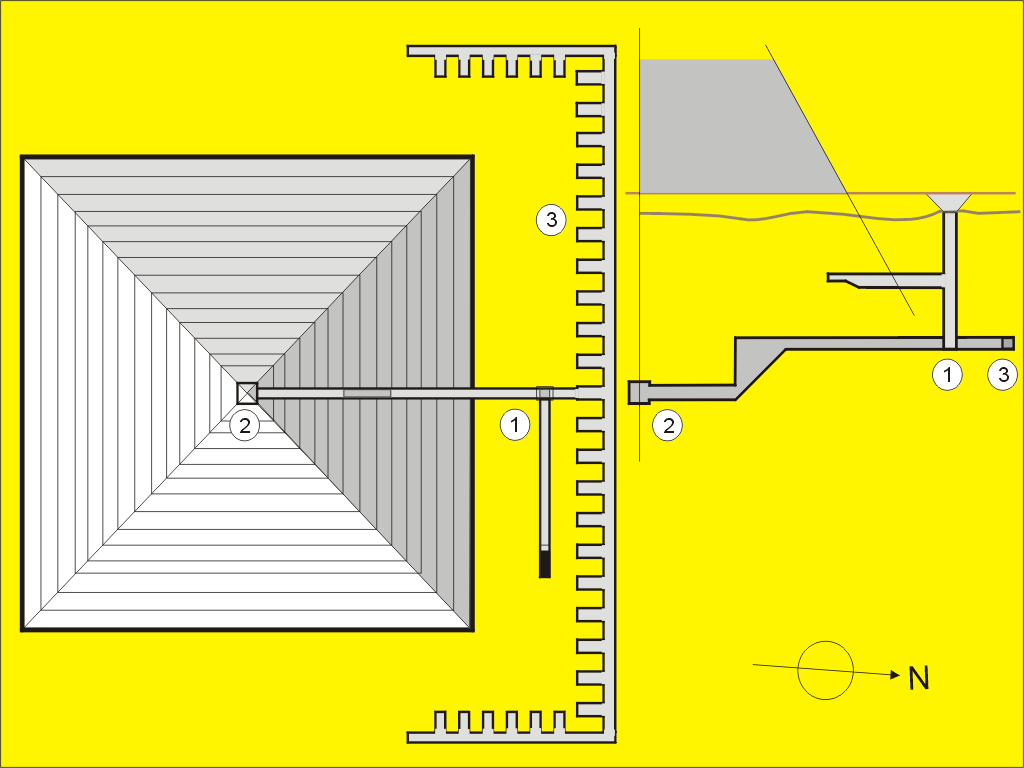
Piramida warstwowa Chaba:
1) Schody, opadający tunel i wejście do szybu
2) Korytarz, prowadzący do komory grobowej
3) Kompleks korytarzy z 32 wnękami
4) Ślepy korytarz na wyższym poziomie

## Odkrycie i nazwa
Została zbadana i opisana przez  Georga Reisnera. Przez lokalną ludność została nazwana Haram el-Meduwara. Egiptolodzy nazwali ją "warstwową", gdyż jej rdzeń został zbudowany z nakładających się warstw.

## Konstrukcja
Prawdopodobnie miała liczyć od 6 do 7 stopni i wznosić się na wysokość 42 metrów. Jej pozostałości liczą tylko 16 metrów. Komora grobowa znajdowała się na głębokości 26 metrów pod powierzchnią gruntu. Po stronie północnej, około 12 m od północno-wschodniego narożnika piramidy znajduje się ciąg schodów, prowadzących do tunelu, opadającego w głąb podłoża równolegle do północnej ściany piramidy i w punkcie osi ściany północnej łączącego się z podstawą pionowego szybu około 20 metrowej głębokości. Z dna szybu wychodzą dwa korytarze – jeden, biegnący poziomo w kierunku południowym, przechodzi w kilkumetrową stromą pochylnię, po czym przechodzi dalej poziomo – na niższym poziomie – w końcu wpadając do komory grobowej o wymiarach 3,66 m (długość na osi pn. – pd.) x 2,67 m x 3,5 m. Drugi korytarz ciągnie się w kierunku północnym, łącząc się prostopadle z innym korytarzem, biegnącym wzdłuż północnego boku piramidy, załamującym się w kierunku południowym po obu jej stronach – wzdłuż boku wschodniego i zachodniego. Po wewnętrznej stronie tego korytarza – od strony piramidy – wykuto trzydzieści dwie nisze o głębokości 4,6 m każda. Ponadto z pionowego szybu, ciągnącego się od korytarza ze schodami, biegnie w kierunku południowym jeszcze inny poziomy korytarz – na wyższym poziomie – kończący się ślepo. Podczas badań nie znaleziono wewnątrz piramidy żadnych śladów sarkofagu czy też wyposażenia grobowego. Może to świadczyć o tym, iż Piramida Warstwowa nigdy nie była grobowcem Chaba.
Około 200 metrów na północ od piramidy znajduje się grupa mastab z okresu III dynastii. W jednej z mastab znaleziono 8 alabastrowych naczyń z imieniem właściciela piramidy – Chaba.

## Wymiary piramidy
- Bok podstawy – 84 metrów,
- Wysokość – ok. 42 metrów,
- Nachylenie rdzenia – 68°